# Perarolo di Cadore
Perarolo di Cadore (venetisch: Peraruò) ist eine norditalienische Gemeinde (comune) mit 361 Einwohnern (Stand 31. Dezember 2023) in der Provinz Belluno in Venetien. Die Gemeinde liegt etwa 30,5 Kilometer nordnordöstlich von Belluno im Cadore. Über den Lago di Pieve di Cadore fließt hier der Boite in den Piave.

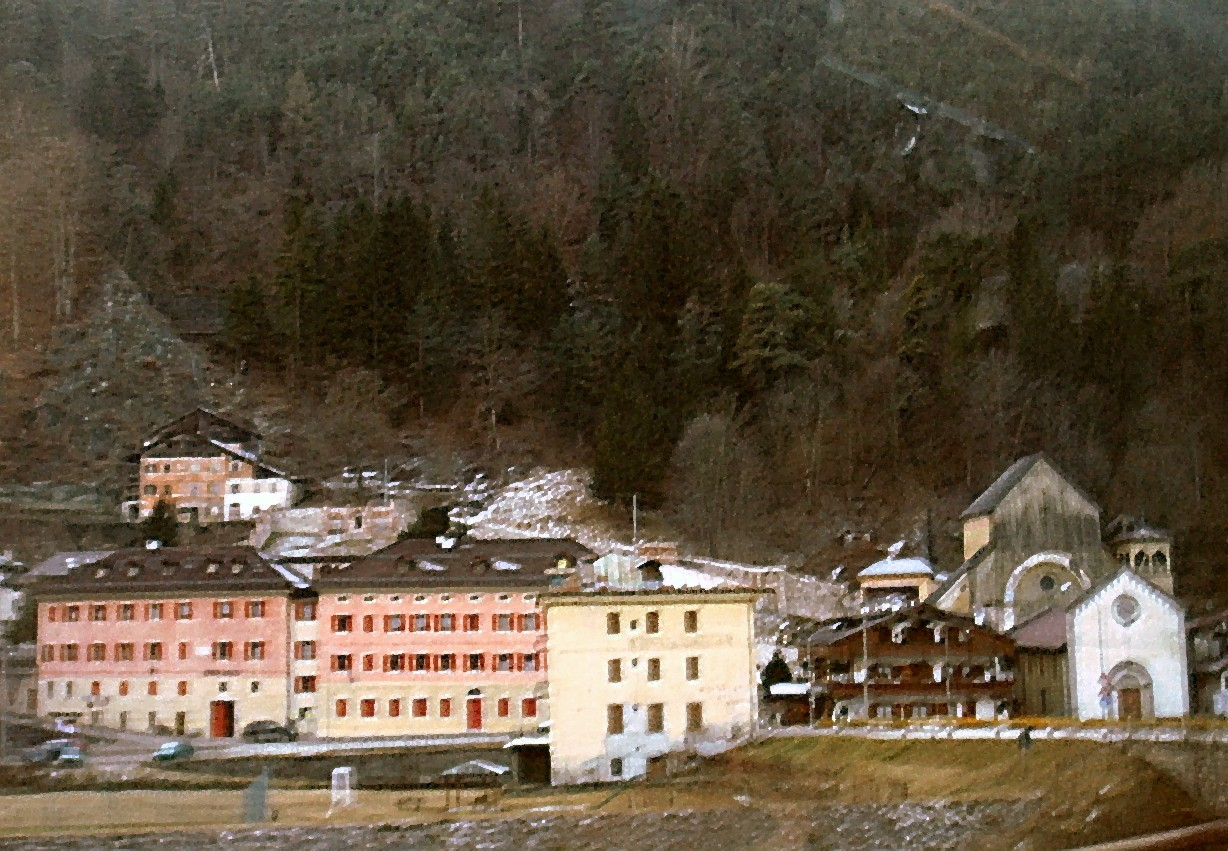
Blick auf Perarolo di Cadore

## Verkehr
Durch die Gemeinde führt die Strada Statale 51 di Alemagna von San Vendemiano nach Toblach. Der Bahnhof von Perarolo liegt an der Bahnstrecke Belluno–Calalzo.